# Vallás
A vallás olyan egyetemes és átfogó fogalom, amelyre nehezen adható meghatározás: 
- „élményszerű találkozás a szenttel és a szenttől meghatározott ember válasz-cselekménye.” (Gustav Mensching, 1959)
- „szellemi lényekbe vetett hit” (Edward Burnett Tylor, 1871).[1]

A két fogalomleírás eltérése a megközelítésből ered, az első a vallás megnyilvánulásait foglalja össze, a második lényegét próbálja megragadni. Az első funkcionális, a második szubsztanciális szemléleten alapuló meghatározás. 

A fentieknél a vallásnak még általánosabb megfogalmazását adja Helmuth von Glasenapp (1891–1963) valláskutató, amikor az alábbiakat írja Az öt világvallás c. könyvében: 
- Vallásnak azt a – megismerésben, gondolkodásban, érzésben, akaratban és cselekvésben kifejeződő – meggyőződést nevezzük, amely szerint személyes vagy személytelen transzcendens erők vannak működésben.

Azt mondja továbbá, hogy az etikai fejlett vallások ezt a meggyőződést a világ erkölcsi rendjébe vetett hittel kapcsolják össze; ez a hit a cselekedetekért való erkölcsi felelősségnek, az egész magatartás igazságos megítélésének és a tökéletesség legmagasabb fokára való eljutás lehetőségének elképzelésében jut kifejezésre.
Ma legalább kilenc etikailag fejlett világvallást ismerünk: a hinduizmust, a dzsainizmust, a buddhizmust, a kínai univerzalizmust, a szikhizmust, a zoroasztrizmust, a judaizmust, a kereszténységet és az iszlámot. Ezek a vallások két nagy csoportra oszthatók: azokra, amelyek a Hindukustól keletre és azokra, amelyek ettől nyugatra keletkeztek: 
- a keletiek „az örök világtörvény vallásaiként” jellemezhetők, mivel e vallások szerint a világ örökkévaló, nincs őskezdete és meghatározott vége, a benne végbemenő valamennyi történést önmaga szabályozza és minden létezés legfőbb elvét személytelen világtörvény képviseli.
- a „történeti istenkinyilatkoztatás” nyugati (ábrahámi) vallásai mindennek a létezését egy, a világtól elkülönült, annál végtelenül hatalmasabb személyes Istentől eredeztetik, aki mindent a semmiből hozott létre, autonóm módon uralkodik mindenek felett. A kereszténységben a Föld teremtése és vége közötti időszak egyszeri és megismételhetetlen.

Természetesen létrejöttek olyan vallások is, amelyek a két, alapvetően ellentétes felfogás között különböző átmeneteket képeztek.
A vallások tudományos kutatásával elsősorban a vallástudomány, és annak ágai, a vallástörténet és a vallásfilozófia foglalkozik.

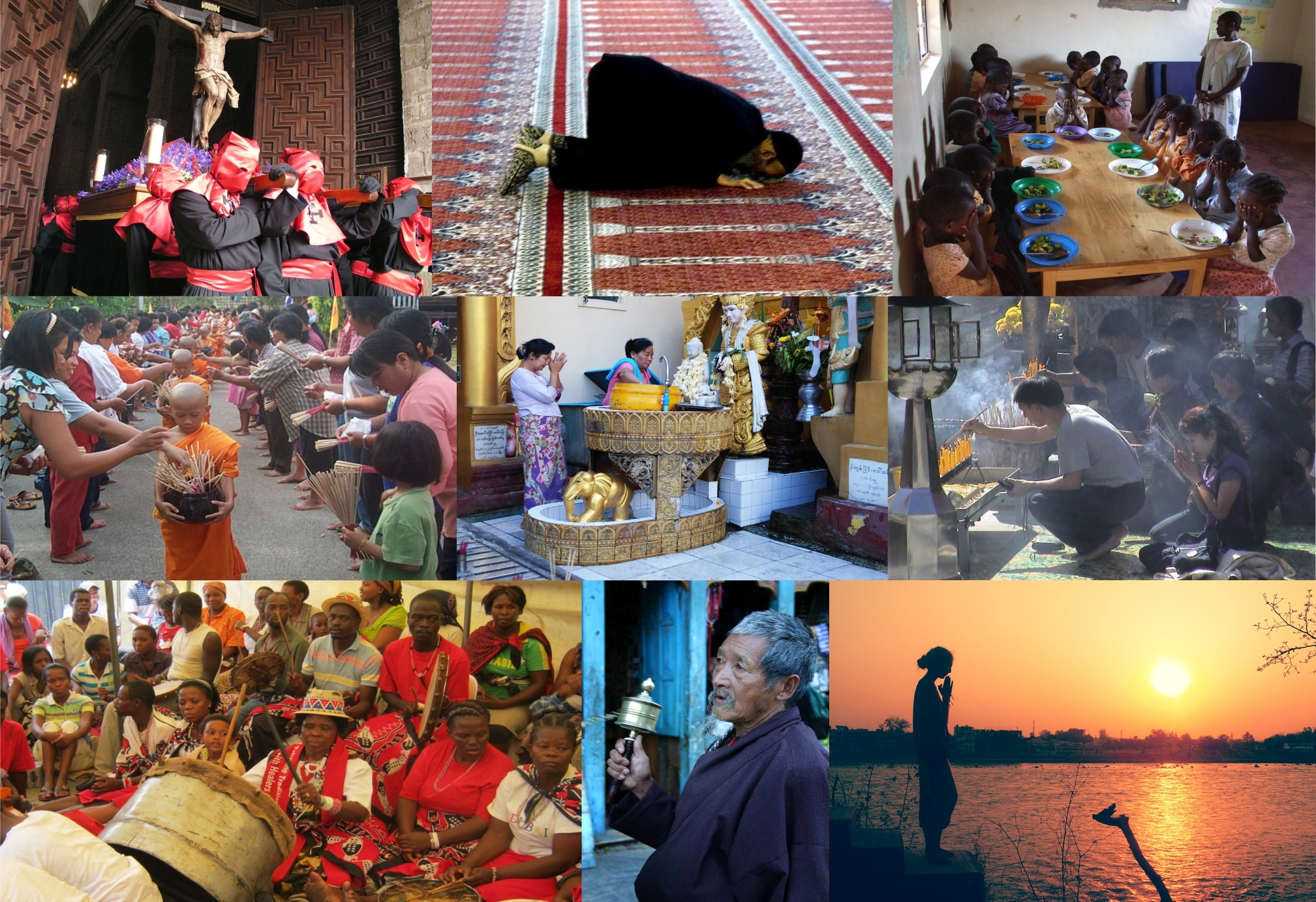
A világ vallásai képekben

## Etimológia
A magyar „vallás” szó a 16. századtól használatos a mai értelmében, korábban „a bűnök megvallása” értelmében volt használatos. Ebben a korban a magyarországi reformáció és ellenreformáció közötti küzdelemben különösen fontos volt a – katolikus vagy protestáns – hit megvallása, ezért vált használatossá ez a szó a vallásra.
Korábban a magyarban és számos idegen nyelvben egyaránt a latin religio szó vagy annak származéka volt használatos, a régi magyarban például a religyió változat. Ennek a szónak az etimológiája azonban magában a latin nyelvben is vitatott.
Cicero a religio szót a relegere szóból származtatja, aminek a jelentése figyelembe venni, megtartani, szorgosan tanulmányozni.
Hippói Szent Ágoston egyházatya szerint a szó eredetét a religere (újraválasztani) igében kell keresni, azaz a vallás az istenség folyamatos újraválasztását jelenti.
Lactantius ókori keresztény egyházi író a religio szót a religare (megkötni, összekötni) igére, azaz az embert az istenhez fűző kötelékre vezette vissza. Ez az értelmezés már Lucretius római költőnél és materialista filozófusnál megjelent, ő azonban negatív értelemben használta, a vallást olyan köteléknek tekintette, ami az embert károsan gúzsba köti.
Mások szerint a vallás szó jelentése: vissza a kötelékekhez (re-ligare). Egy összekötözött, törött végtaghoz hasonlóan az emberiség lelkét is összeforrasztották, mivel bukása által megszámlálhatatlan egyén, és azok ivadékai, mindannyian megsérültek és tökéletlenek, és szükségük van arra, hogy visszaállíttassanak abba az állapotba, ahonnan „kificamodtak”, és hogy még egyszer egy tökéletes, harmonikus egésszé építtessenek fel.
A latin religio Isten vagy az istenek félelmére utal, és (jóval később) azokra a szertartásokra és rítusokra vonatkozik, amelyek segítségével az isten(ek)hez fordultak.

## A vallás meghatározása
A vallás számos meghatározása ismeretes a szó etimológiájában rejlő meghatározási kísérleteken túlmenően is.
„A vallás az ember viszonyulása ahhoz a szent rendhez, amely minden létformát magában foglal, vagyis rendezett világegyetembe vetett hit, amelynek értelme egyszerre magában foglalja és meghaladja az embert”. (Peter L. Berger)
Emile Durkheim alapján: „A vallás szent, vagyis elkülönített és tiltott dolgokra vonatkozó hiedelmek és gyakorlatok összefüggő rendszere, amely a híveket az egyháznak nevezett morális közösségbe egyesíti.” 
Aquinói Tamás szerint „a vallás az értelmes teremtmény (az ember) odarendelése (viszonya) az istenséghez mint első elvhez és végső célhoz”. Számára minden ember vallásos, aki a világ Istennek nevezett alapját és célját keresi. E definíció szerint azonban vallásnak csak a tiszta monoteizmus tekinthető.
Melford Spiro amerikai kulturális antropológus alapján „minden intézmény három fő összetevőből áll: hiedelemrendszer, cselekvési rendszerek és értékrendszerek ; a vallást az különbözteti meg más, kulturális természetű intézményektől, hogy emberfeletti lényekre hivatkozik.” 
Jézus tanítása alapján a vallás egyenlő Isten szeretetével és a felebaráti szeretettel. E kettőből minden további parancsolat levezethető. Összefoglalva a hegyi beszédében vázolta fel Isten eszkatologikus országát a maga követelményeivel.
Az iszlám szerint az igaz vallás lényege a megingathatatlan egyistenhit. Az igaz muszlim az, aki aláveti magát Isten akaratának. Az iszlám azt tanítja, hogy az emberiség egyetlen nagy család. A Korán kinyilatkoztatja: nem igazhitű az, aki testvérének nem azt kívánja, amit magának kívánna. Isten számára az a legkedvesebb, akiből a legnagyobb jóság árad az Ő teremtményei felé. A mások iránti jó tettek, az önzetlenség és a szolgálat azok az eszmények, amelyet egy muszlimnak követnie kell.
Buddha vallása a nirvána üdvösségéhez vezető út. Ez egy út, nem pedig hitvallás. A lelki fejlődés útja, nem pedig tanok összessége. A buddhizmus nemes nyolcrétű ösvénye elvezet a nirvána eléréséhez. Ez az ösvény elpusztítja az önzést, a haragot, a kapzsiságot, a rosszindulatot és más gonosz gondolatokat és megtisztítja a szívet. Ezután virrad rá az egyénre a bodhi vagy a megvilágosodás, amely elhozza a tökéletes békét és az örök üdvösséget.
Bhagavad-gíta: „Alázatosság; büszkeségnélküliség; erőszakmentesség; béketűrés; egyszerűség, egy hiteles lelki tanítómester elfogadása; tisztaság; kitartás; önfegyelem; lemondás az érzékkielégítés tárgyairól; a hamis ego hiánya; lemondás; nem kötődés a gyermekekhez, a feleséghez, az otthonhoz és a többi hasonló dolgokhoz; kiegyensúlyozottság minden körülmény között; az Irántam érzett állandó és tiszta odaadás; elkülönülés az emberek általános tömegétől; az önmegvalósítás fontosságának felismerése; az Abszolút Igazság utáni filozófiai kutatás – mindezeket tudásnak nyilvánítom, s ezen kívül minden tudatlanság.” 
A. C. Bhaktivedánta: A teljes tudással rendelkező ember felhagy minden anyagi érzékkielégítéssel, azaz lemond minden érzékkielégítő cselekedetről. Az ember célja, hogy megváljon minden olyan tettől, amelynek az alapja az öncélú elégedettség megszerzése, valamint hogy készen álljon a Legfelsőbb (Lény) vágyainak teljesítésére. A Krisna-tudatú ember nem vágyik semmiféle önző élvezetre, hanem mindig a Legfelsőbb öröméért cselekszik.
A tao kínai szó, jelentése: út, ösvény, irány. A konfuciánusoknál az a tanítás és az „az út, amit az embereknek követniük kell”. Lao-ce azt mondja: a tao egy, kezdettől fogva létezik, és mindig is létezni fog. A tao útja: cselekedni anélkül, hogy gondolnánk a cselekvésre. Elérésének eszközei a (belső) tisztaság, az alázat, az elégedettség, az együttérzés, a minden teremtmény iránti kedvesség, a magasabb rendű tudás és az önuralom. A megszabadulás vagy üdvösség a tao megvalósításával érhető el, önmagunk legyőzésével.
A zoroasztrizmus tanítása szerint az élet célja a tökéletes, örök boldogság elérése az Ahura Mazdával kialakított bensőséges kapcsolat révén. Az örök üdvösség megvalósításának eszköze az asa , vagyis a szentség. A szentség vagy belső tisztaság a zoroasztrizmus lelke. Tiszta gondolatok, tiszta szavak, tiszta cselekedetek: ez a zoroasztriánus vallás híres alapelve, a zoroaszteri életforma állandóan ismételt szabálya. Az asa szó magába foglal minden erkölcsi alapelvet, és az Aveszta szinte minden fejezetében előfordul. A zoroasztrizmus azt tanítja, hogy a szentség maga a boldogság, ez Ahura Mazdá legbecsesebb ajándéka, s ez a legszebb felajánlás, amelyet az erényes ember tehet az Úr számára.
A zsidóknak adott tízparancsolat erkölcsi útmutatásain túl Isten a prófétákon keresztül ezt mondja: „Ne gyűlöld a te atyádfiát szívedben.. bosszúálló ne légy, és haragot ne tarts a te néped fiai ellen, hanem szeressed felebarátodat, mint magadatǃ”  „Bocsásd szabadon az elnyomottakat,
és minden igát törj össze! Törd meg az éhezőnek kenyeredet, és a bujdosó szegényeket vidd be házadba! Ha mezítelent látsz, takard be, és testvéred elől ne zárkózz el!” „Akkor majd, ha szólítod, az Úr válaszol, ha kiáltasz, így szól: »Íme, itt vagyok!« Ha eltávolítod körödből az igát, az ujjal mutogatást és a hamis beszédet, ha lelkedet adod az éhezőért, és a meggyötört lelket jóllakatod, akkor felragyog a sötétségben világosságod, és homályod olyan lesz, mint a déli verőfény. Az Úr vezet majd téged szüntelen.” 
„Csak egy vallás van, bár több száz változata van.” (George Bernard Shaw)
A vallás elsőrendű célja, hogy szent életű embereket hívjon létre, templomok, mecsetek, zsinagógák, imaházak, királyságtermek és mandirok helyett. A szent iratok alapján a vallásnak élő gyakorlattá kell válnia az ember életében. A vallás maga az élet, nem pedig csak külső formalitás, üres beszéd vagy képmutatás. Nem egy vallásba vagy felekezetbe való tartozás teszi vallásossá az embert. Az igazi vallás egy univerzális belső vallás: a szív vallása. Először a szívet kell megtisztítani.

## Vallásosság

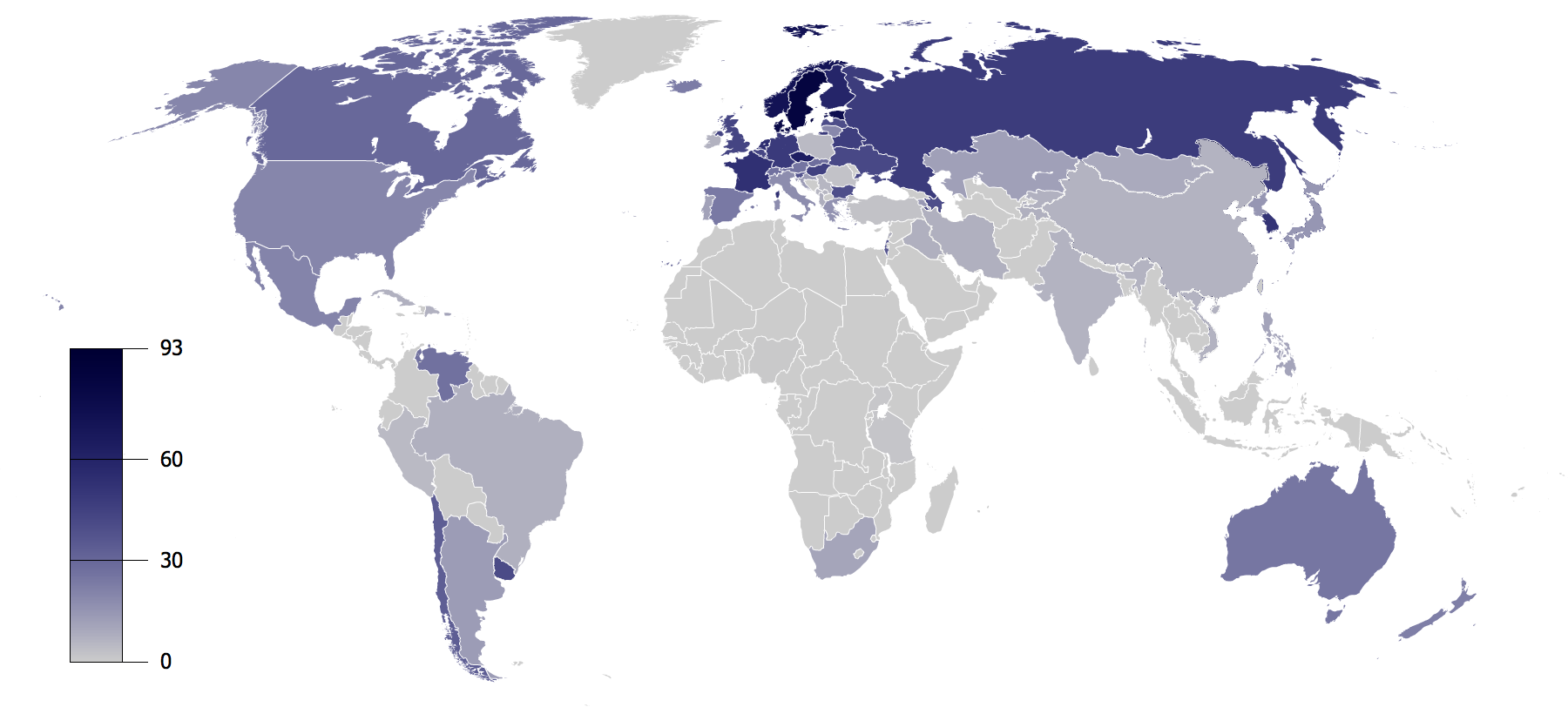
A vallástalanok aránya. A sötétkék a legmagasabb

A vallásosságot három szempontból jellemezhetjük :
- Egy adott kultúrában uralkodó vallási hagyomány elfogadásának mértéke szerint: ortodox és heterodox vallásosságról beszélünk.

Ortodoxnak nevezzük azokat a vallásos személyeket vagy csoportokat, akik az adott vallás tanait a lehető legpontosabban, legszigorúbban vagy legősibb válfajában követik. Kivétel az ortodox kereszténység, amelyik a kereszténység keleti ágának elnevezése, és bár magukat a kereszténység eredetibb ágának tekintik, ezt a nyugati kereszténység természetesen nem fogadja el.
- Egy vallási szervezethez (egyházhoz) fűződő viszony szerint: egyháziasság és egyházon kívüli vallásosság.

Az elsőt intézményes vallásosságnak, az utóbbit egyéni vallásosságnak nevezzük. Az utóbbiak esetleg elfogadnak egy vallási intézményt, de annak eszméiből, szabályaiból, gyakorlatából nem mindent tartanak a maguk számára kötelezőnek, vagy pedig különféle vallási rendszerekből összeválogatott vallási gyakorlatot folytatnak.
- A vallásosság megnyilvánulhat bensőséges és külsődleges formában is. Ennek alapján beszélhetünk meggyőződéses (személyes) vallásosságról és ezzel ellentétes külsőséges vallásosságról. [24]

## A vallásokat foglalkoztató kérdések

Vallások jelképei (balról jobbra, fentről lefelé):
kereszténység, judaizmus, hinduizmus,
iszlám, buddhizmus, sintó,
szikhizmus, bahái, dzsainizmus

A vallások olyan hitrendszerek, melyek általában megválaszolják az alábbi kérdéseket:
- Isten vagy istenségek, illetve természetfeletti erők létezése
- Istenhez, istenségekhez, szent dolgokhoz, más emberekhez és a világhoz való helyes viszonyulás módja
- életünk értelme, az életben vállalható helyes célok
- erkölcsi rendszer, beleértve a „jónak“ és „rossznak“ minősülő cselekedetek meghatározását
- túlvilág
- jelen életünk történéseire magyarázatkeresés
- az általunk ismert világ és az élet létrejöttének az oka, folyamatának leírása
- az életünk során tett cselekvések az életünk végeztével milyen további hatással lehetnek ránk

A fő világvallások két nagy csoportja: 
- a nyugati (ábrahámi vallások)
- keleti vallások (indiai és a kelet-ázsiai vallások)

→ az ugyanabba a csoportba tartozó vallások általánosságban hasonló válaszokat adnak a fenti kérdésekkel kapcsolatban, az erkölcsi tanítások lényege pedig szinte mindegyikben megegyezik.

## A vallások csoportosítása
A világ vallási megoszlása
A vallásoknak többféle csoportosítása lehetséges, az egyik kategorizálás:

### Politeistavallások
- Régi vallások (pl. mezopotámiai, egyiptomi, görög, római stb.)

### Természeti vallások
- Törzsi vallások
- Sintó

### Az örök világtörvény vallásai
- Hinduizmus
- Szikhizmus
- Dzsainizmus
- Buddhizmus
- Kínai univerzalizmus

### A történeti, Isten-kinyilatkoztatás vallásai
- Zoroasztrizmus (mazdaizmus)
- Judaizmus (zsidó vallás)
- Kereszténység
- Iszlám
- Egyéb (pl. szamaritánus)

### Egyéb,új mozgalmak
- Újpogányság, Sátánizmus, Bahái, Bábizmus, Kaodaizmus, Rasztafári, Raëlizmus stb.

## A vallások alkotóelemei
A vallás a hitvilág és a gyakorlat összessége. A legtöbb vallás bizonyos közös vonásokat mutat. Az egyik, általánosan elfogadott nézet szerint a vallás a következő alkotóelemekből áll: hit, kultusz, közösség, a hit megvallása (hitvallás) és a hit parancsai.  A vallás lényegében a világképre utal. A vallások alapvető jellemzője a hit, amely a vallás belső eleme.

### Szent iratok
A világvallásoknál és főbb felekezeteknél létezik olyan írás, mely az adott vallás alaptételeit, hitét rögzíti. Ezt általánosságban csak szentírásoknak vagy szent iratoknak szoktuk nevezni. A kereszténység fő iratát Bibliának, az iszlámét Koránnak, a zsidóságét Tanakhnak, az indiai vallásokban ágamáknak, a hindu vallásokban srutinak és szmritinek, a théraváda buddhizmusban Tipitakának, a mahájána buddhizmusban szútráknak, a szikhizmusban Ádi Granthnak nevezik.
A ma is élő vallások közül a legrégebben feljegyzett iratok a srutik közé tartozó Védák, melyek keletkezési idejét a Kr. e. 2. évezredre teszik.

### Hitvallás
A hitvallás a vallás által tanított eszmék együttese. Idetartoznak a szentírások és a szent hagyományok. A parancsok az emberek viselkedését szabályozzák; ilyenek az erkölcsi normák, a tabuk, a bűnről és a szentségről alkotott eszmék. 

### Kultusz és gyakorlatok
A kultusz főleg az istentisztelettel összefüggő dolgokat jelenti; idetartoznak az épületek, képek, oltárok, rituálék, szent énekek, gyülekezetek stb. A közösség a vallás társadalmi aspektusa; a templomban összegyűlt híveket, magát a felekezetet, a papokat, szerzeteseket jelenti.
Szinte mindig megjelenik a vallásosság lokális központját biztosító helyszín, amit az intézményesített vallás és a hívők biztosítanak. Ezt nevezik templomnak, imaháznak, gyülekezetnek, zsinagógának a, mecsetnek, mandirnak, gurdvárának stb.
Más jellegzetes gyakorlatok az imádság, a zarándoklat, a szentek és az ereklyék tisztelete, a vallási alapú böjt (nagyböjt, ramadán). A keleti vallásoknál jellemző a meditáció, a mantrázás, a zazen. Némely vallásban vannak átmeneti rítusok, ilyen például a keresztség, a körülmetélés vagy az indiai vallásokban a díksá és a szamszkára.

### Struktúra, hierarchia
Egyes egyházakban sajátos hierarchia alakult ki. A római katolikus egyházban: pápa, bíborosok, püspökök, diakónusok, papok (áldozópapok, plébánosok), szerzetesek, apácák, laikusok.
Más vallásokban nem alakult ki hierarchia, de specialisták különböző típusai jöttek létre: imámok, müezzinek, rabbik, sámánok, boszorkányok; a keleti vallásokban a guruk, szvámik, szádhuk, szannjászík, jógik, lámák, bhikkhuk, bhikkhunik stb.

### Erkölcs
Szinte az összes vallásban megtalálható erkölcsi tanítás az aranyszabály, miszerint ugyanúgy kell bánnunk másokkal, mint ahogy szeretnénk, hogy velünk is bánjanak. Ez a bűn és erény egyik próbája. Mások bántása bűn, a nem bántás erény. A fő vallások közös etikai alapelvekről szólnak. 

## A vallás dimenziói
A vallás az emberiség kultúrájának egyik területe vagy megjelenési formája. Amint a kultúrák hasonlítanak és eltérnek egymástól, a vallás is magán hordozza ezeket a jellegzetességeket. Vallásról helyesebb mindig többes számban beszélni, a „vallás” fogalma a modern világ tudományos koncepciója. A vallások tudományos tárgyalása két nagy ágra bomlik: a vallástörténetire és a valláselméletire. A vallástörténetben a vallások történeti tényei képezik a vizsgálódás tárgyát, az elméletben a vallási rendszerek, funkciók és hatások.
Hét vallási dimenzió különíthető el, amely alkalmas e komplex jelenség árnyaltabb tanulmányozására.
- élmény – „vallási élmény”. A vallásos ember hitének gyakorlása során (pl. istentiszteleteken), vallási előadásokon vagy magánya csendjében vagy lelki olvasmányok (pl. Biblia) hatására és más hasonló esetekben részesülhet vallási élményben. A vallási élmény az „Istennel való találkozás” átélését jelenti számára. Ezek az élmények kiemelik a vallásos embert a hétköznapiságból: örömet és tettrekészséget eredményezhetnek nála. [24]
- társadalmi – egynél több személy közös élménye;
- narratív – a vallási élmény története és lényege az utókor számára;
- tanítási – az élmény tartalmának rendszerezett kifejtése;
- etikai – a vallás tanításainak megfelelő magatartás;
- rituális – a vallási élmény keltésének és életben tartásának rendszeres gyakorlatai;
- anyagi – a vallás tárgyi megjelenése és szervezeteinek gazdálkodása.

Tágabb értelemben egy vallás a hitelvek és a vallásgyakorlatok összefüggő rendszere, ami általában megkísérel magyarázatot adni a létező dolgok és az emberek létrejöttére, létére, létezésük céljára, legalábbis ez a vallások képe önmagukról.

## Filozófiai megközelítés
A legtöbb fő vallás három alapvető tényező – Isten, világ és ember – kapcsolata. Földi síkon nyújt vigaszt a megfáradt vándornak, magyarázatot ad az élet rejtélyeire és megmutatja a halhatatlanság felé vezető utat. A vallás lényege, hogy jót tegyünk másokkal, szeretetet, könyörületet, őszinteséget és tisztaságot tanúsítsunk az élet minden területén. A vallás a filozófia gyakorlata, a filozófia a vallás elmélete. A filozófia az örök kutatás, vizsgálódás, kérdezősködés, a vallás pedig a megérzés, a megértés, a megtapasztalás. Mindenkinek nem áll jól ugyanaz a kabát. Az egyéni vérmérséklet, a kulturális háttér különböző, ez indokolja a vallások különbözőségét. Az egyik vallás ugyanolyan mint a másik. A tehenek különböző színűek, ám a tej színe egyforma. Számtalan rózsa létezik, de egyformán illatoznak. A vallás egy, de számtalan formában lehet gyakorolni. A különbözőség a teremtés rendje. Ez alól a vallás sem kivétel.
A vallás nem dogma. A vallás nem krédó. A vallás nem teológia, és nem is puszta meggyőződés vagy érzelem. Nem egy kis imádkozás, amikor az ember fájdalmaktól szenved vagy szüksége van valamire. A vallás legelsősorban jóság és szolgálat. A vallás Istenben élt élet. Aki képes feltétel nélkül szeretni, másokkal szemben kedves, igazmondó, becsületes és hite, odaadása rendületlen, az valóban vallásos.
A vallás lényege nem a harang kongatása, nem a nyakláncon hordott jel vagy a homlokra festett jelzés. A vallás nem ima, nem rendszeres templomba-járás, nem teizmus, panteizmus vagy ateizmus. Vallásunk nem az, amiben állításunk szerint hiszünk, hanem az, amit életünkkel kezdünk. Minek szenteljük az életünket, a gondolatainkat, a tetteinket? – ez az igazi vallás. A vallás a jóság, a tisztaság és az önzetlen szolgálat gyakorlása a világi kísértések közepette.
A vallás és Isten ugyanaz. A vallás nem pusztán eszmecsere Istenről. A vallás elméleti elfogadása önmagában még senkit nem tesz vallásossá. A valódi vallás túl van minden érven. A vallás az ember átlényegülése, önmegvalósítása.
A Biblia, a Korán, a Bhagavad-Gítá, a Zend-Aveszta mind szent könyv, mindegyik az isteni tudás lényegét tartalmazza. Ahura Mazdá, Alláh, Ísvara, Jehova, Jahve mind az egyetlen Isten különböző nevei.
A vallás végső forrása Isten. Alapelemeit Isten nyilatkoztatta ki a látóknak, vagy más néven a prófétáknak a történelem kezdetekor. Minden vallás alapja vagy lényege azonos és egyidős az emberi fajjal. A vallás területén soha nem volt és nem is lesz semmilyen új felfedezés vagy tapasztalás. Egy vallásalapító sem talált fel új vallást vagy fedett fel új igazságot. Mind közvetítők, nem eredeti alkotók.
Csak egy valódi vallás van: az igazság és szeretet vallása. A szív vallása. A szolgálat, az áldozat és a lemondás vallása. A jóság, a kedvesség és a tolerancia vallása. A vallás az emberi egyetértés. Az olyan vallás, amely nem késztet szeretetre és egységre, nem nevezhető igaz vallásnak.
Az igazság nem keresztény, nem iszlám, nem hindu, nem buddhista, nem taoista. Csak egyféle igazság létezik, az örökkévaló lényeg. Az igazság vallásának követői a békesség, a felebaráti szeretet, az erkölcs és az üdvösség útját járják.
Az ember tudatlansága, hatalomvágya, önző céljai, kapzsisága miatt megfeledkezik élete céljáról. Sokan hirdetik a kereszténységet, ám a hívők nem gyakorolnak feltétlen szeretetet és megbocsátást. Sokan hirdetik az iszlámot, ám a hívők nem ismerik el az emberek testvériségét. Sokan hirdetik a buddhizmust, ám követőik nem mondanak le vágyaikról és az erőszakról. Sokan hirdetik a hinduizmust, ám nem látják mindenben és mindenkiben Istent. A tudás hiábavaló, ha nem változtatja meg az egyén életét. Gyakorlat nélkül az idealizmus fatalizmust szül. Az önzetlenség és a szeretet nem hallgatni való erény vagy bemagolandó hittétel, hanem követendő példa, szemléltetni és sugározni való eszmény.

## A tudomány és a vallás
Vallási szemszögből nézve:
Amint az élet a modern találmányoknak köszönhetően kényelmessé és viszonylag könnyűvé vált, a gondtalanságot kedvelő ember hajlamos egyre inkább kirekeszteni a vallást az életéből, és egyre jobban felmagasztalni a materialista civilizáció értékeit. Ám az élet eseményei mindig igazolják, hogy a tudomány pusztán objektív nézetei és módszerei megbízhatatlanok, s az ember semmivel nem lett boldogabb és a világ sem lett jobb, annak ellenére, hogy a tudomány jelentős haladást ért el.
Napjainkra a tudomány áthidalta az időt és a teret. Pár óra alatt eljuthatunk Budapestről a horvát tengerpartra, vagy akár Európából Amerikába. Ez aztán a csoda! Földünk nagyon kicsire zsugorodott össze. De vajon hozzájárult-e valójában a tudomány az ember boldogságához? A válasz határozott nem. A tudomány csak megsokszorozta az ember vágyait és fényűző kiadásait. A ma fényűzése a holnap szükséglete.
Az emberiség kemény erőfeszítések árán kiaknázta és kizsigerelte a természet rejtett kincseit és a tudomány számos csodálatos dolgot talált fel. A kutatók éjt nappallá téve munkálkodnak laboratóriumaikban, hogy még több dolgot találjanak fel. Ám a tudomány az életet csak bonyolultabbá tette. Az ember elméje egyre nyughatatlanabb miatta és nem járul hozzá a belső béke megteremtéséhez.
Az ember a természet része. Az ábrahámi vallások alapján az ember és a természeti világ Isten teremtése. A természetről szóló gondoskodás gondolata megtalálható a Bibliában (ld. sáfárság) és a Koránban. A keleti vallások az emberiséget, a természetet és az istenit egységesnek tekintik és a létezők kölcsönös függését hangsúlyozzák. 
A mai világ bölcs kezelés helyett visszaél a Földdel, és felborítja a természet és az ember harmóniáját. Az emberiség maximális kényelemre törekszik, eszébe sem jut, hogy pazarló életmódján változtasson. A saját pusztulását készíti elő. A gyakoribbá váló természeti katasztrófák által a Föld visszavág minden pusztításért, amit az ember ellene végez.
A rádió, a telefon, a TV, a komputer, az internet, a gépkocsi, a tengeralattjáró, a szuperszonikus vagy pilóta nélküli repülőgép, a műhold, a ballisztikus rakéta vagy az atombomba mind lélegzetelállító csodák. Ám a tudósoknak nem sikerült az emberek erkölcsi színvonalán javítaniuk.
A tudós az atomokat bombázza, az elektronok mozgását figyeli laboratóriumában, egész életét annak szenteli, hogy megértse az anyag és az energia természetét és titkait, számos dolgot feltalál, tanulmányozza a természet törvényeit, de mindezek ellenére sem képes megérteni a teremtés és a Teremtő misztériumát, sem az élet értelmét.
A tudományt leköti a külvilág tanulmányozása, ám a belső világ vizsgálatáról megfeledkeznek. A tudomány csak a látható jelenségekről ad leírást, a mögöttük rejlő Valóságról nem. A tudomány nem talált még választ a lényegi kérdésekre: Ki vagyok én? Mit keresek a Földön? Mi a végső igazság? Mi az ember életének a célja?
A tudomány tényekkel, a vallás értékekkel foglalkozik. Ahol véget ér a tudomány, ott kezdődik a vallás. A tudományos megfigyelések és felfedezések alapos tanulmányozása közelebb visz Istenhez. Honnan származik az elektronok energiája? Mi az elektronok mozgatórugója? Ki alkotta meg a természet törvényeit? Mi az az intelligencia, amely a természetet és a világegyetemet mozgatja? Ki a primum mobile? A fizikai erők és törvények tanulmányozása, a mentális erők és törvények megismerése kevés a tökéletességhez. Átfogó tudás kell, és annak a lényegnek a felismerése, amely a nevek és formák, valamint minden fizikai és mentális jelenség mögött húzódik. Csak így válhatunk tökéletes mesterekké, teljes beavatottakká, vagy buddhákká (megvilágosodottá).
A vallások felszólítanak, hogy belül vizsgálódj. A tudomány nem lehet mindennek az alfája és omegája. A tudomány nem ismeri az élet eredetét. A legtöbb kutató elismeri, hogy nem tudják biztonsággal kijelenteni, hogy alakult ki az élet a Földön. A tudomány nem nyújt üdvözülést. A tudomány semmit nem tud a gondolatok eredetéről, az univerzum eredetéről és sorsáról, a természetfeletti lényekről, a lélekről, a halál utáni életről. Számos kérdésre csak a vallás adhat választ, nem a tudomány.

## A vallás eredete és története

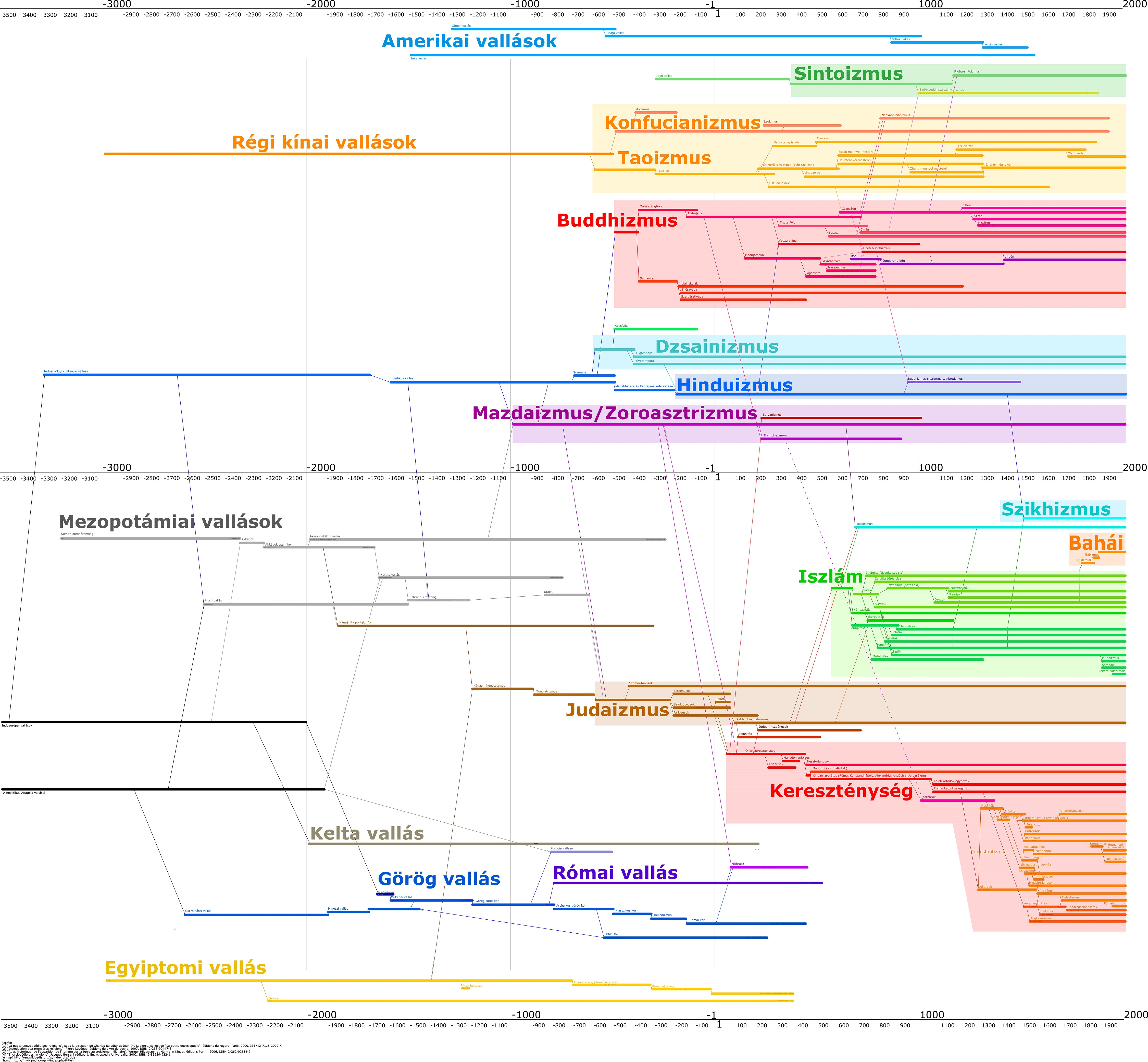
A vallások kronológiai története

Az indiaiak három vallást (bráhmanizmus, buddhizmus, dzsainizmus) hoztak létre, a kínaiak kettőt (konfucianizmus, taoizmus), a zsidók saját tanításukon kívül lerakták a kereszténységnek és az iszlámnak az alapjait is. A perzsák háromszor tettek kísérletet arra, hogy az egész emberiség számára alkalmas hitformát alkossanak: megteremtették a zoroasztrizmust (párszizmus), a Mithrász-kultuszt és a manicheizmust. Noha ez a három vallás átmenetileg szintén jelentős befolyást gyakorolt, mégsem tudott a Föld nagyobb részén elterjedni és tartósan fennmaradni. Krisztus után a 7. századot követően többé nem keletkezett egyetlen nagy vallás sem, csak a már meglevők átalakítására került sor.

## Az egyes vallások részletesen
A világvallás fogalmának meghatározása a valláséhoz hasonlóan bonyolult és semmiképpen sem egyértelmű. Három kritériumnak kell megfelelnie: a követők száma legyen a legnagyobbak között, legyen minden kontinensen többé kevésbé elterjedt és rendelkezzen egyetemes (egész világra szóló) küldetéstudattal. Az alábbi felsorolásban szereplő vallásokat számos szaktekintély és a köztudat is világvallásnak tekinti, ugyanakkor a fenti kritériumoknak nem felel meg mindegyik. A buddhizmus és hinduizmus nem missziós vallás, hasonlóan a zsidósághoz. A buddhizmus például egy filozófiai, illetve gyakorlat-alapú világnézet, amely bizonyos országokban vallási irányzatok kialakulását eredményezte. Követőinek számát tekintve jelentősnek számít még a taoizmus és a konfucianizmus, de ezek inkább eszmerendszerek. A bahái hit főleg földrajzi elterjedtsége miatt jelentős.
Sintoisták főként Japánban, hinduk és dzsainok elsősorban Indiában, univerzisták főleg Kínában, Koreában és DK-Ázsiában vannak. A „kis szekér” buddhistái Srí Lankán és DK-Ázsiában élnek, a „nagy szekér”-é az indiai Himalája vidékén, Tibetben, Mongóliában, továbbá Kínában és Japánban. A kereszténység Európában, Fekete-Afrikában, Amerikában és Ausztráliában uralkodó vallás, de egyre több híve van Ázsiában is. A kevés párszi túlnyomórészt Elő-Indiában él, csak kis töredékük maradt hazájukban, Perzsiában. A zsidók az egész Földön szétszóródtak. Az iszlám Dél- és Nyugat-Ázsiában, továbbá Észak-Afrikában uralkodó.

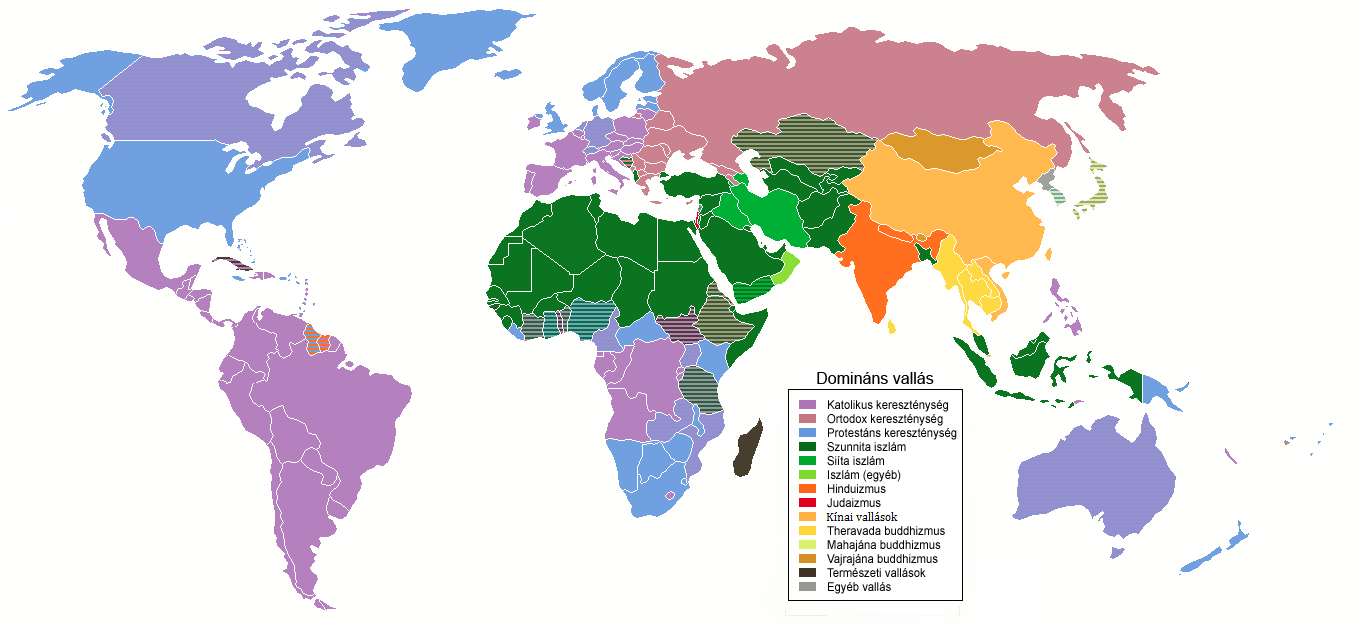
A világ vallásai terület (államhatár) és dominancia szerint

A keresztények aránya a világ országaiban

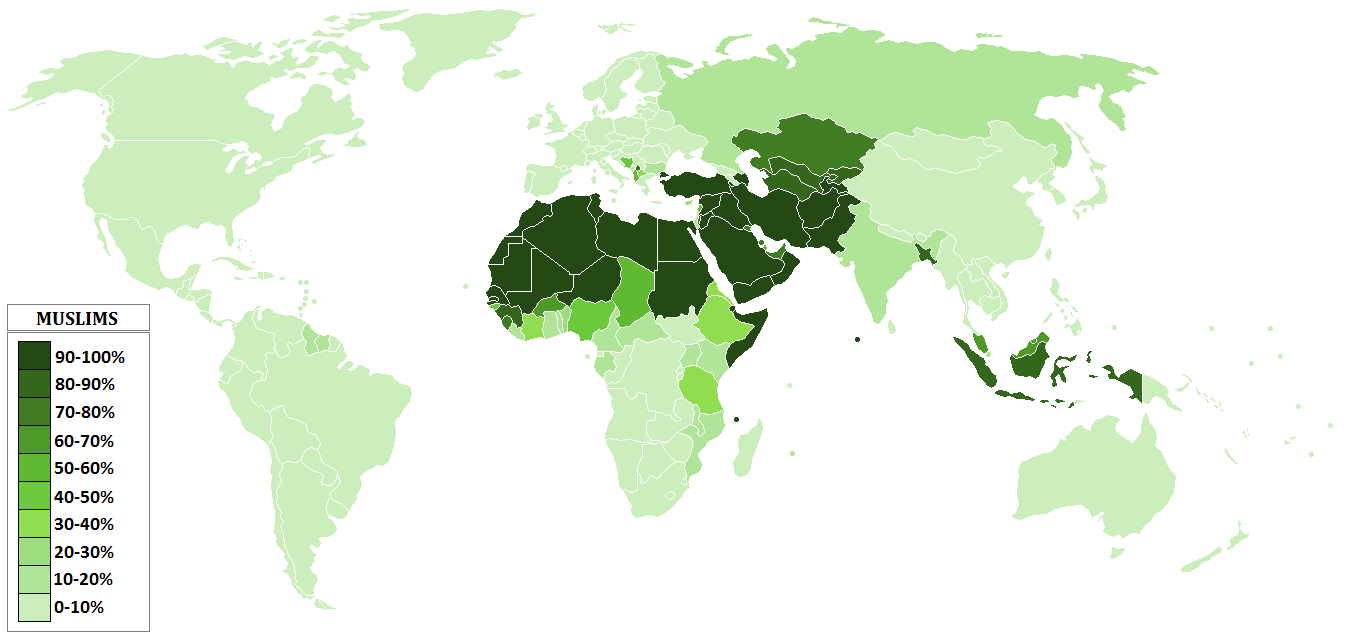
A muszlimok aránya

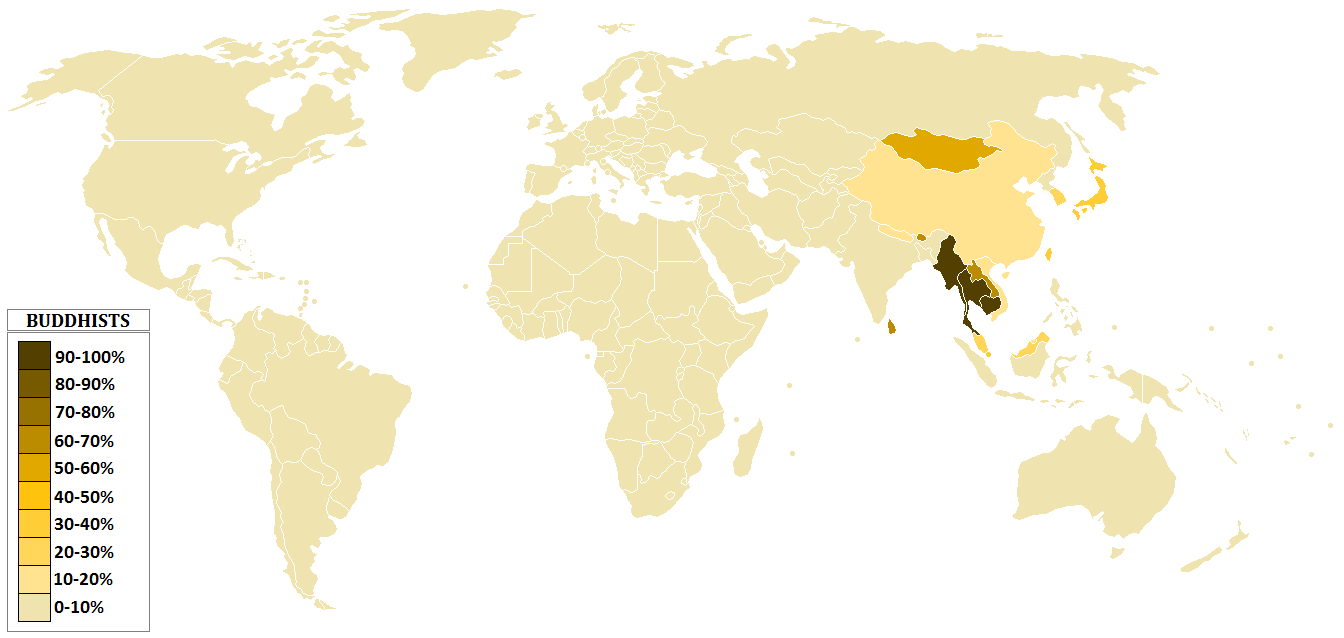
A buddhisták aránya a világban

### Főbb vallások
- Buddhizmus
  - Théraváda
  - Mahájána
  - Vadzsrajána
- Hinduizmus
  - Vaisnavizmus
  - Saivizmus
  - Saktizmus
- Iszlám
  - Szunnita
  - Síita
  - Háridzsita
- Kereszténység
  - Katolicizmus (római katolikusok, ókatolikusok)
  - Keleti kereszténység
  - Protestantizmus
  - Egyéb (pl. Jehova Tanúi, mormonok, unitáriusok, afrikai egyházak)
- Kínai univerzizmus (eszmerendszer)
  - Konfucianizmus
  - Taoizmus
  - Kínai buddhizmus

### Kisebb, ismertebb vallások, irányzatok
A nagy világvallások közé nem sorolható, önálló vallások, irányzatok:
- Afrikai törzsi vallások
- Afroamerikai vallások
- Bahái
- Dzsainizmus
- Izraelita vallás (judaizmus)
- Kaodaizmus
- Sámánizmus
- Sátánizmus
- Sintó
- Szikhizmus
- Újpogányság (pl. wicca)
- Zoroasztrizmus (mazdaizmus, párszizmus)
- Egyéb szinkretista vallások

### Részben vallásos jellegű mozgalmak
- New Age
- Spiritualizmus (pl. a spiritizmus)
- Szabadkőművesség
- Szcientológia

## Vallás és jogrend
A világ több országában napjainkban vallásszabadság van, melyet gyakran az adott ország – például Magyarország – alkotmánya is emberi jogként rögzít, vagyis a jog nem engedi meg, hogy egyént vagy csoportokat hitük alapján hátrányos megkülönböztetésben részesítsenek. (Ide tartozik az is, hogy aki nem hívő, azt sem érheti hátrány.) Ezzel együtt jár az, hogy a legtöbb fejlett országban az állam és a vallás szerepe elkülönül egymástól (szekularizált állam), azaz a vallás nem vesz részt az országok politikai és gazdasági irányításában, és az állam nem szól bele a vallási felekezetek belügyeibe.

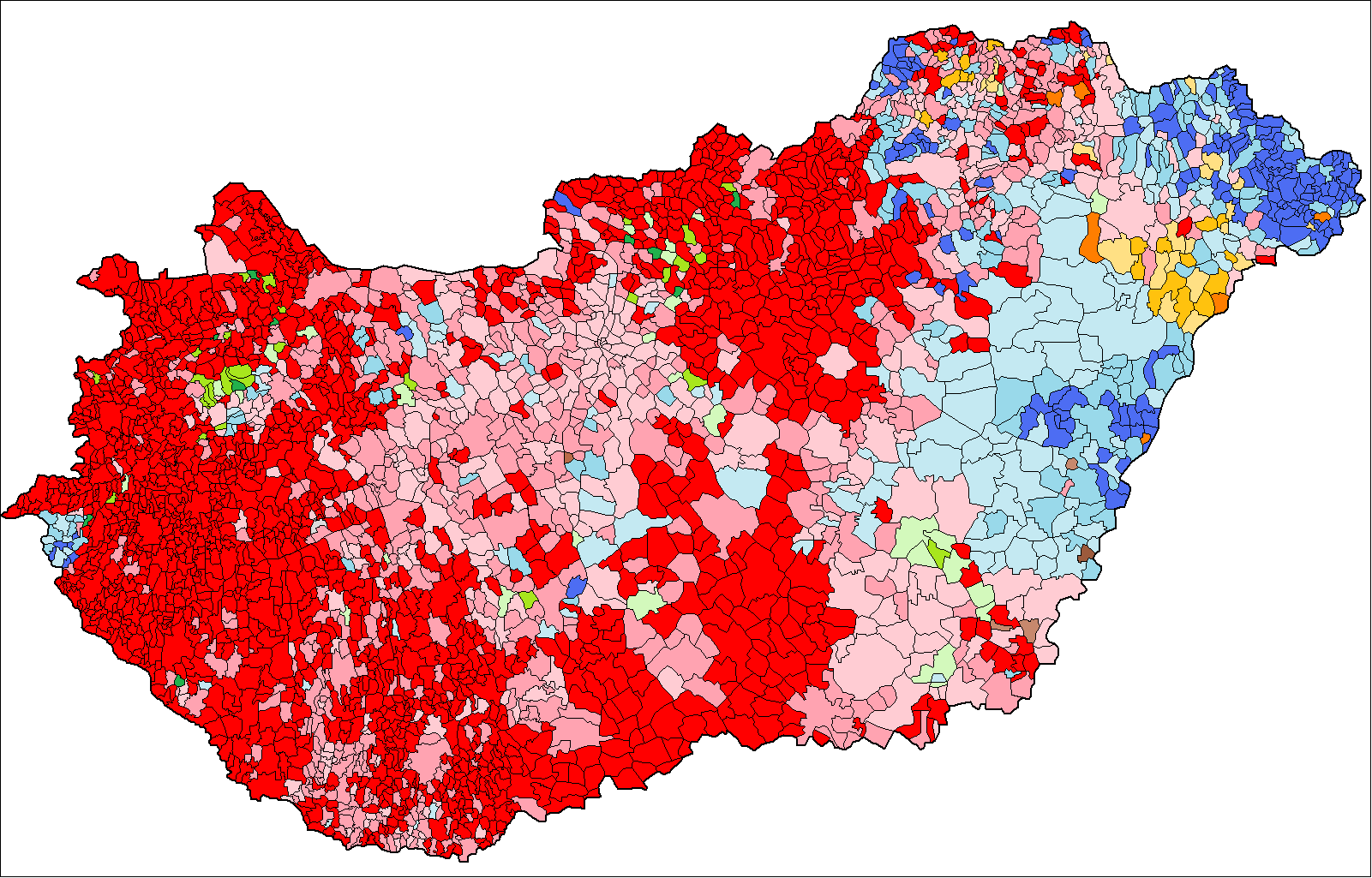
Magyarország vallási térképe a népesség arányában

| Római katolikus | <50% | 50-66,6% | >66,6% |
|                 |      |          |        |
| Református      | <50% | 50-66,6% | >66,6% |
|                 |      |          |        |
| Evangélikus     | <50% | 50-66,6% | >66,6% |
|                 |      |          |        |
| Görögkatolikus  | <50% | 50-66,6% | >66,6% |
|                 |      |          |        |
| Egyéb           | <50% | 50-66,6% | >66,6% |

## Magyarországon
Magyarországon több mint száz törvényesen bejegyzett egyház és vallási közösség van.
- Magyarországon működő egyházak, felekezetek listája

Magyarországon a lakosság döntő többsége valamely egyház tagja – a keresztelkedés révén, amely a katolikusoknál jellemzően gyermekkorban történik. A lakosság döntő többsége magát valamilyen értelemben vallásosnak mondja (10-13% az egyház tanítása szerint, 50% „a maga módján”).[forrás?] A nagyobb felekezetek tagjai kevésbé, a kisebbeké inkább ismerik / hiszik vallásuk tanításait illetve követik erkölcsi törvényeit.
- Magyarország népességének vallási megoszlása

## A legnagyobb vallások a Földön
A legnagyobb vallások a Földön (a táblázat felső becsléseket tartalmaz):
| Vallás                      | százalék (1970) | százalék (2007) | százalék (2010) |
| Keresztény                  | 33,2%           | 33,32%          | 32,8%           |
| ezen belül: Római Katolikus | -               | 16,99%          | -               |
| ezen belül: Protestáns      | -               | 5,78%           | -               |
| ezen belül: Ortodox         | -               | 3,53%           | -               |
| ezen belül: Anglikán        | -               | 1,25%           | -               |
| Muzulmán                    | 15,6%           | 21,01%          | 22,5%           |
| Hindu                       | 12,5%           | 13,26%          | 13,8%           |
| Buddhista                   | 6,4%            | 5,84%           | 7,2%            |
| Szikh                       | 0,3%            | 0,35%           | 0,3%            |
| Judaizmus (zsidó)           | 0,4%            | 0,23%           | 0,2%            |
| Bahái                       | 0,1%            | 0,12%           | 0,1%            |
| egyéb vallás                | 12,3%           | 11,78%          | 11,7%           |
| nem vallásos                | 19,2%           | 11,77%          | 11,8%           |
| ateista                     | -               | 2,32%           | -               |
| --------------------------- | --------------- | --------------- | --------------- |

Forrás: The World Factbook 2008. Archiválva 2010. január 5-i dátummal a Wayback Machine-ben, International Journal For Religious Freedom Vol 5.
Megjegyzések: Az adott táblázatba sorolt követők sokféle vallási közösség tagjai lehetnek, számos vallási irányzatot követhetnek, sőt meggyőződésük és önbesorolásuk szerint lehetnek valláson kívüliek is. Egyik vallási irányzat, sőt a vallástalan irányzat sem mondható egységesnek. Sokszor nagyon erősek a belső ellentétek. A táblázatban szereplő számok hozzávetőleges értékek.
További nehézség a világ vallásait követők létszámának meghatározásában az, hogy maguk a vallások is eltérő kritériumok szerint tekintenek valakit a vallás követőjének. Számos vallás (hinduizmus, buddhizmus, zsidóság, taoizmus stb.) egy adott kultúrrégió összes tagjára vonatkozik, és európai értelemben nem is beszélhetünk az adott vallás melletti döntésről vagy egyáltalán vallásról. A valamely valláshoz való tartozásnak több rétege van, amely vallásonként különböző. A (gyermekkorban vagy felnőttkorban történő) beavatás és a felnőtt tudatos döntés nagyon eltérő elkötelezettséget jelent. Bizonyos etnikumokhoz való tartozás az adott etnikum kultúrájának (vallásának) elfogadását is jelenti – a vallás és a kultúra közötti különbségtétel nem lehetséges. A vallások nagy részének vannak tanai és erkölcsi tanításai – ám a valláshoz tartozás többnyire nem igényli a tanok ismeretét és a parancsok követését.
A vallásosság nem jelent mindenképpen tételes valláshoz vagy egy jelentős vallási hagyományhoz való kötődést, jelenthet egyéni vallási képzetekhez való ragaszkodást, amit Robert Bellah szociológus nyomán sheilaizmusnak  neveznek, bevett európai szakfogalom szerint pedig a maga módján való vallás(osság)nak vagy egyházon kívüli vallásosságnak.

## Összehasonlítás
Két keleti és a három ábrahámi világvallás összehasonlítása:
| Világvallások összehasonlítása                                       | | |                                                             | | |
| Téma                                                                 | Buddhizmus | Hinduizmus | Zsidó vallás                                                | Kereszténység                                                                                                  | Iszlám |
| Fő próféta vagy központi alak                                        | Buddha | nincs | Mózes                                                       | Jézus | Mohamed |
| Eredet                                                               | Észak-India | Indus-völgy, India | Közel-Kelet                                                 | Palesztina | Közel-Kelet |
| Kialakulása                                                          | Kr. e. 5. század                                                                                               | Kr. e. II. évezred | Kr. e. II. évezred                                          | 1. század | 7. század |
| Elsődleges elterjedtség                                              | Kelet-, Dél- és Délkelet-Ázsia                                                                                 | India, Nepál | Izrael, világszéles                                         | Európa, Amerika (kontinens), Fekete-Afrika, Ausztrália és Óceánia                                              | Észak- és Kelet-Afrika, Közel-Kelet, Nyugat-, Közép- és Dél-Ázsia |
| Hívek száma                                                          | 400-500 millió                                                                                                 | kb. 1 milliárd | kb. 14 millió                                               | több mint 2 milliárd                                                                                           | kb. 1,8 milliárd |
| Fő ágai                                                              | théraváda, mahájána, vadzsrajána                                                                               | vaisnavizmus, saivizmus, saktizmus                                                                                           | ortodox, konzervatív, reform                                | katolikus egyház, protestáns egyházak, keleti egyházak                                                         | szunnita (87-90%), síita, háridzsita |
| Közösségi hely                                                       | buddhista templom, kolostortemplom, pagoda                                                                     | hindu templom | zsinagóga                                                   | templom, imaház, királyságterem stb.                                                                           | mecset, imaház |
| Szent irat                                                           | Tipitaka, Mahájána szútrák                                                                                     | sruti, szmriti | Héber Biblia, Talmud                                        | Biblia | Korán |
| Fő tanítások                                                         | karma, dukkha, szankhára, négy nemes igazság, nemes nyolcrétű ösvény, éntelenség, mulandóság, Buddha-természet | karma, dharma, lélekvándorlás                                                                                                | szigorú egyistenhit, a Tóra és a Messiás szerepe ("13 elv") | Szentháromság-tan, Jézus megváltó műve, istenszeretet, felebaráti szeretet                                     | szigorú egyistenhit, Mohamed prófétasága |
| Vallási gyakorlatok                                                  | púdzsa, meditáció, nyolcrétű ösvény, dhjána                                                                    | mantrák, jadzsna, púdzsa | rendszeres imák, a Tóra olvasása és betartása               | ima, közösségi istentisztelet, keresztség, szentségek (utóbbi a protestáns felekezeteknél redukált vagy nincs) | az iszlám öt oszlopa |
| Egyéb gyakorlatok lásd még: etika (vallás)                           | lásd: buddhista gyakorlatok                                                                                    | jóga, igazmondás, önfegyelem, nagylelkűség, erőszakmentesség, egyszerűség, kedvesség, szerénység stb. (lásd: jama és nijama) | felebaráti szeretet, jó cselekedetek                        | bűnbánat, önzetlen szolgálat, jótékonyság, misszió, becsületesség, lemondás stb. lásd még: Hegyi beszéd        | becsületesség, kedvesség, nagylelkűség, segítőkészség stb. Az, hogy az emberi lét célja Isten tetszésének elérése, megköveteli az erkölcsi magatartás lehető legmagasabb színvonalát. |
| Tiltások, mentális akadályok                                         | harag, gőg, érzéki vágy, kapzsiság, hazugság, lopás stb. lásd még: béklyók                                     | lásd még: A bűn a hindu vallásban                                                                                            | lopás, hazugság, házasságtörés stb.                         | bűnös kívánság, haragtartás, bosszú, irigység, lopás, hazugság stb.                                            | szerencsejáték, házasságtörés, a megbotránkoztató ruházat és beszéd, hazugság, lopás stb.                                                                                             |
| A cél                                                                | a létforgatagtól való megszabadulás és nirvána                                                                 | móksa és nirvána (megszabadulás az örökös létforgatagból és üdvösség)                                                        | üdvösség                                                    | üdvösség | üdvösség |
| A cselekedetek hatása                                                | karma és karmaphala                                                                                            | karma | végítélet                                                   | végítélet | ítélet (végső nap) |
| Túlvilág lásd még: Túlvilág                                          | szanszára újraszületések örökös láncolata                                                                      | szanszára (újjászületés a karma alapján) vagy nirvána                                                                        | pokol (gyehenna) és menny                                   | Pokol, Tisztítótűz (purgatórium),Mennyország (Új Föld)                                                         | pokol (tűz) vagy menny („kertek”, „új föld”) |
| Az ember újra- megtestesülésének tana (feltámadás vagy újraszületés) | van | van | van                                                         | van | van |
| Istenkép                                                             | ateista, agnosztikus (Buddha nem foglalkozott Isten létezésének kérdésével) (lásd: Isten a buddhizmusban)      | henoteizmus, monoteizmus, politeizmus, panteizmus, panenteizmus, monizmus, ateizmus, animizmus Brahman – Ísvara              | szigorú egyistenhit (JHVH)                                  | egyistenhit, illetve a legtöbb felekezetnél Szentháromság-tan                                                  | szigorú egyistenhit, (Allah) |
| Egy örökkévaló, személyes Istenben való hit                          | nincs | van | van                                                         | van | van |
| Természetfeletti lényekben való hit                                  | van lásd még: buddhista kozmológia                                                                             | van, lásd: dévák és aszurák                                                                                                  | van                                                         | van angyalok és démonok                                                                                        | van |
| Sok túlvilági segítő                                                 | van | van |                                                             | van (a protestáns felekezetekben nincs)                                                                        | van |
| Szerzetesség                                                         | van | van | nincs                                                       | van (kivéve a protestáns egyházak nagy részét)                                                                 | van hivatalosan nincs, a gyakorlatban van: dervisek |
| Étkezési törvények                                                   | van | van | van                                                         | mértékletességre és önkontrollra való felszólítás                                                              | van |
| Alkoholtilalom                                                       | van | van |                                                             | önkontrollra való felszólítás                                                                                  | van |
| Erőszakos térítés volt-e                                             | nem | nem | igen                                                        | igen | igen |
| Kizárólagos érvényességre való igény                                 | nincs | nincs |                                                             | van | van |

## Kritikák
A vallás iránt kritikus nézetek szerint a vallások e tekintetben inkább a magyarázat pótszerei, mint magyarázatok, és a vallások összetartó ereje szociológiai és pszichológiai, nem pedig episztemológiai. Eszerint tehát a vallás a vallás a nép ópiuma s mint ilyen, a kitalálói érdekeit és hatalmát hivatott szolgálni.
Az ateizmus mint a hit ideológiájának ellentéte, felsorakoztat nagyon sok valláskritikát is. Emellett a vallásnak létezik különféle filozófiai, és tudományos kritikája is, köztük a marxista valláselmélet.
A kritika forrása lehet például agnoszticizmus, szkepticizmus, vallásellenesség, filozófia, racionalizmus, de eredhet más vallások híveitől is.